# Nuvens Passageiras
Kauas pilvet karkaavat (bra/prt: Nuvens Passageiras) é um filme do diretor finlandês Aki Kaurismäki que aborda a questão do desemprego. Ele compõe a primeira parte da Trilogia Finlândia, à qual o diretor deu continuidade com os filmes O Homem Sem Passado (2002) e Luzes na Escuridão (2006).

## Enredo
Ilona é garçonete no restaurante “Dubrovnik” e Lauri, seu marido, é condutor de bondes elétricos. Os dois ficam desempregados ao mesmo tempo: Lauri perde o emprego numa reestruturação dos serviços de transporte que envolve a demissão de uma parte dos funcionários, enquanto Ilona é demitida quando o restaurante vai à falência. Eles têm dificuldades para encontrar novos empregos. Ilona ouve que, por ter 38 anos, está velha demais para trabalhar em restaurantes. Lauri tem problemas de saúde e perde a carteira de motorista, ficando impossibilitado de trabalhar como motorista de ônibus, como gostaria. Por fim, o antigo porteiro do Dubrovnik, Melartin, sugere que Ilona abra o próprio restaurante. O banco não concede crédito para isso, mas a Sra. Sjöholm, antiga proprietária do Dubrovnik, oferece ajuda. Ilona e Lauri alugam um espaço, contratam os antigos funcionários do Dubrovnik e inauguram o restaurante de nome “Trabalho” (em finlandês, “Ravintola työ”). Depois de um árduo começo, os negócios começam a dar certo.

## Classificação
Assim como nas outras partes da sua “Trilogia da Finlândia”, Kaurismäki retrata a vida de pessoas comuns que se deparam com dificuldades: Lauri e Ilona têm pouco dinheiro. Ao ficar desempregado, Lauri acabara de comprar um televisor a prestações. O filme se passa numa era em que, após o colapso do Bloco do Leste, a Finlândia perdeu importantes parceiros comerciais, afundando-se numa crise econômica em que os índices de desemprego dispararam.

## Dedicatória
O filme é dedicado à memória do ator finlandês Matti Pellonpää, que iria interpretar o protagonista masculino. Depois da morte do ator em 1995, Aki Kaurismäki escalou Kari Väänänen para o papel. Além da dedicatória no início do filme, Pellonpää é novamente lembrado no filme: na estante da sala de estar, o retrato do falecido dos personagens principais é um retrato de infância de Matti.

## Prêmios
- 1996: Festival de Cannes: nomeação para a Palma de Ouro
- 1996: Mostra Internacional de Cinema em São Paulo: Prêmio do Público
- 1997: Festival Internacional de Cinema de Tromsø: Prêmio de Filme Estrangeiro
- 1997, Jussi: Melhor Filme, Melhor Diretor, Melhor Roteiro, Melhor Atriz (Kati Outinen), Melhor Atriz Coadjuvante (Elina Salo)